# 무주 금강벼룻길
무주 금강벼룻길은 대한민국 전북특별자치도 무주군 부남면 대소리에 있다. 2011년 4월 11일 무주군의 향토문화유산 제1호로 지정되었다.

## 개요
금강 벼룻길은 강가나 바닷가의 낭떠러지로 통하는 비탈길을 이루는 말로 주민들은 보뚝길로 부른다. 금강 벼룻길은 굴암리의 대뜰에 물을 대기 위해 일제 강점기에 건설한 1.5km 길이의 농수로이었기도 한다.